# Bocca di Magra
Bocca di Magra è una frazione del comune di Ameglia, in Provincia della Spezia.

## Geografia fisica
Il centro abitato è sito a 2 m sul livello del mare, alla foce del fiume Magra.

### Cenacolo intellettuale
Nei primi decenni del XX secolo un gruppo di intellettuali e di artisti aveva scoperto la particolarità del luogo e amava ritrovarsi per trascorrere le estati alla foce del fiume Magra. A quel tempo sia Fiumaretta che Bocca di Magra erano ancora località poco frequentata, meno mondana della Versilia e isolata al punto che per attraversare il fiume era necessario farlo su barche a remi. 
Il primo a giungere a Bocca di Magra era stato Eugenio Montale, verso la fine degli anni ’20, e vi aveva ambientato un racconto La casa sul Magra e la poesia “Il ritorno”. Altro frequentatore è stato Indro Montanelli.
Nel dopoguerra e fino agli ultimi anni '50 si aggiunsero altri intellettuali, scrittori e artisti come Giulio Einaudi, Giorgio Bassani, Valentino Bompiani, Hélène e Simone De Beauvoir, Italo Calvino, Nicola Chiaromonte, Giancarlo De Carlo, Marguerite Duras, Franco Fortini, Giovanni Giudici, Mary McCarthy, Guido Piovene, Vittorio Sereni, Mario Soldati, Elio Vittorini.
Molti di essi si riunivano e soggiornavano nella locanda Sans façon o nella Villa degli ulivi, ospiti di Luigi Biso e di Ida Fabbricotti Biso.

## Monumenti e luoghi d'interesse

### Architetture religiose
- Chiesa parrocchiale di Sant'Andrea Apostolo, costruita nel 1936. Prima di allora il territorio di Bocca di Magra dipendeva dalla Parrocchia di Montemarcello, dalla quale  venne distaccata  con Bolla di mons. Giuseppe Stella del 15 settembre 1963.[6]
- Oratorio PP. Carmelitani.[6]
- Monastero di Santa Croce del Corvo, fondato nel 1176 dal vescovo Pipino. Ospita alcune attività del Centro Lunigianese di Studi Danteschi, tra cui la "Via Dantis" (marchio registrato).[6]

### Siti archeologici
- Villa romana, edificata tra il I secolo a.C. e il IV secolo d.C.; i ritrovamenti archeologici dell'antica villa di epoca romana sono custoditi presso il museo civico archeologico "Ubaldo Formentini" della Spezia

## Infrastrutture e trasporti

### Strade
Una strada importante, ai fini del traffico commerciale, che attraversa il territorio comunale nella zona pianeggiante, è la strada statale 432 della Bocca di Magra, che serve da arteria costiera e che collega la strada statale 1 Via Aurelia nei pressi di Romito Magra (frazione di Arcola) a Marina di Carrara.

### Altre infrastrutture
Nei pressi della frazione, alla foce del fiume Magra, è situato un porticciolo attrezzato per l'ormeggio di imbarcazioni da diporto medio piccole.
Sempre da Bocca di Magra e da Fiumaretta ci sono scali di linee per il collegamento marittimo stagionale estivo, con "Gli Spiaggioni", una spiaggia nel territorio comunale, accessibile anche via terra tramite un impervio sentiero che parte da punta Corvo a Montemarcello.